# Konrad Fuß
Konrad Fuß (* 4. November 1893; † 8. April 1945 in Blankenhain) war Bürgermeister der Kleinstadt Blankenhain, der einem Endphasenverbrechen des Zweiten Weltkriegs zum Opfer fiel.

## Leben

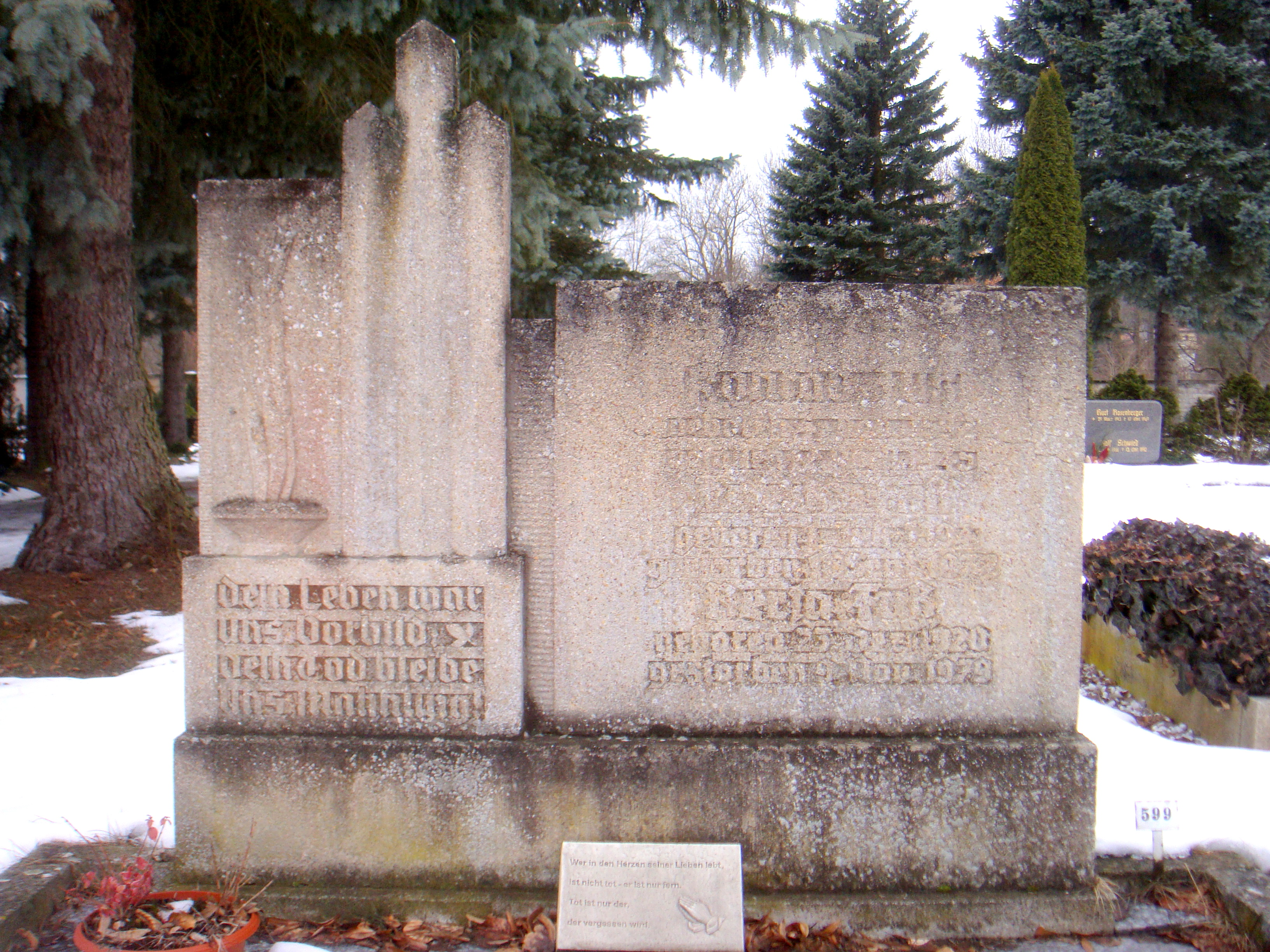
Grabmal des Bürgermeisters Konrad Fuß auf dem Alten Friedhof Blankenhain

Konrad Fuß wurde am 4. November 1893 geboren. In der Zeit des Nationalsozialismus war er Bürgermeister der kleinen Stadt Blankenhain. Als die US-Truppen am 8. April 1945 den Ort einnehmen wollten, hisste er die weiße Fahne zum Zeichen der Bereitschaft zur kampflosen Übergabe an die Befreier. Dabei wurde er erschossen. Sein Grabmal befindet sich auf dem Alten Friedhof von Blankenhain. Es steht unter Denkmalschutz.

## Ehrung
Zu DDR-Zeiten erhielt eine Straße den Namen "Konrad-Fuß-Straße". Nach 1990 wurde die Straße umbenannt.